# 竹添敦子
竹添 敦子（たけぞえ あつこ、1953年 - ）は、ドイツ文学および日本近代文学の研究者。和歌山県出身。

## 略歴
和歌山県警の交番勤務だった警察官の父を持つ家庭で育つ。関西大学文学部ドイツ学科（現ドイツ学専修）卒業。1977年に同大学院文学研究科博士前期課程修了。在学中に大学で知り合った男性と学生結婚をした。東ドイツに語学留学後1989年に三重短期大学の法経科の講師になり、非常勤講師の待遇問題の告発論文を発表して話題となった。1991年（平成3年）には非常勤講師の日常を描いた詩集『控室の日々』を上梓。
1990年（平成2年）に三重短期大学法経科の助教授となり、1995年に三重短期大学の教授となる。平成9年度に神戸女子大学に在外研修派遣。2018年3月に三重短期大学の教授職を退いた。2019年4月以降は鳥羽商船高等専門学校の非常勤講師である。
日本独文学会、阪神ドイツ文学会および三重近代文学研究会に所属している。イギリス階級制度研究の比較文化論の西洋文化研究者とドイツ語及び文学作品担当の三重短期大学教授である。江戸時代文化研究の山本周五郎研究者及び江戸時代文化の江戸文学作品の専門家。

## 著作
特に明記なき場合は単著。
- 『投函 竹添敦子詩集』檸檬社 1984年
- 『控室の日々 詩集』海風社 灌木同人詩叢書 1991年
- 『山本周五郎庶民の空間』双文社出版 1997年
- 『大学教師はパートでいいのか』共著 こうち書房 1997年
- 「三重法経セミナー」225号『比較文化論』講義余録(ヴィデオ) 1998年1月
- 「日本の科学者」33巻2号『大学改革と非常勤講師 1998年2月
- 「三重法経」106号「ふたつの『おもかげ』―山本周五郎の初期短編より」1997年12月
- 「りべるたす」11号「山本周五郎と『陣中倶樂部』」1998年11月
- 「三重法経」110号「山本周五郎と講談社雑誌―初期の作品掲載をめぐって」1999年3月
- 「三重法経」111号「演劇と原作―山本周五郎の作品を通じて―」1999年12月
- 『大学危機と非常勤講師運動』共著 こうち書房 2000年
- 「りべるたす」13号「初版『小説 日本婦道記』考察」2000年10月
- 「三重法経」115号「『桃の井戸』成立の周辺」2000年12月
- 「りべるたす」14号「『花の位置』の問題―空襲下の山本周五郎」2001年12月
- 「りべるたす」15号「草創期の山本周五郎―22の筆名―」2002年12月
- 「三重法経」120号「『小指』論」2002年12月
- 「りべるたす」16号「「文鎮」から「墨丸」へ」2003年12月
- 「りべるたす」17号「『続日本婦道記』考察―3編を軸に―」2003年12月
- 「三重法経」122号「『糸車』および『風鈴』―『糸ぐるま』との比較から」2004年12月
- 「ドイツ文学」116号『非常勤講師の現状について思うこと』2004年10月
- 「りべるたす」18号「山本周五郎と『日本婦道記』―『婦人倶楽部』における『婦道』―」2005年3月
- 「三重法経」125号「山本周五郎『三年目』―『下町もの』の原型―」2006年3月
- 『周五郎の江戸町人の江戸』ハルキ文庫 2007年
- 『「日本婦道記」論』双文社出版[2] 2015年